# Wild dier
Een wild dier is een dier dat niet is gedomesticeerd door mensen. Daarmee is een wild dier een dier van een diersoort die veeal niet valt onder de definitie van productiedier of gezelschapsdier. Een wild dier zou van nature te vinden zijn in de vrije natuur. In de praktijk komen deze wilde dieren ook voor in dierentuinen en als gezelschapsdier. 
Wilde dieren kunnen onderverdeeld worden in exotische wilde dieren en inheemse wilde dieren, dat laatste wil zeggen diersoorten die in een land, al een geruime tijd, gedurende het gehele jaar of gedurende bepaalde seizoenen, in het wild voorkomen.
- Gemeinsame Normdatei: 4135893-4
- Library of Congress Control Number: sh85047811
- Nationale Bibliotheek van Tsjechië: ph211254
- Nationale Bibliotheek van Israël: 987007529002705171